# Fairmairoplia cristulata
Fairmairoplia cristulata är en skalbaggsart som beskrevs av Marc Lacroix 1997. Fairmairoplia cristulata ingår i släktet Fairmairoplia och familjen Melolonthidae. Inga underarter finns listade i Catalogue of Life.